# Manualism
Manualism (från latinets manualis "som avser handen") är en musikalisk konstform som innebär att utövaren skapar ljud genom att pressa ut luft mellan sina båda händer. Eftersom ljudet påminner om "prutt"-ljud så används manualism främst som en form av musikalisk komik eller parodi. Utövaren kallas för manualist och kan framföra musiken a cappella eller tillsammans med instrument. Det är en svår konst att producera igenkännande toner genom att pressa ihop händerna och det kan ta åtskilliga år att bemästra konsten. 